# Campachipteria sibirica
Campachipteria sibirica är en kvalsterart som först beskrevs av Krivolutsky och Grishina 1970.  Campachipteria sibirica ingår i släktet Campachipteria och familjen Achipteriidae. Inga underarter finns listade.